# Richtlinie 2004/113/EG
Die Richtlinie 2004/113/EG des Rates vom 13. Dezember 2004 zur Verwirklichung des Grundsatzes der Gleichbehandlung von Männern und Frauen beim Zugang zu und bei der Versorgung mit Gütern und Dienstleistungen regelt ein einheitliches Schutzniveau zur Verwirklichung des Grundsatzes der Gleichbehandlung von Männern und Frauen beim Zugang zu und bei der Versorgung mit Gütern und Dienstleistungen. Die Regelungen gelten für die Mitgliedstaaten der Europäischen Union.
Besondere Bedeutung hat die Richtlinie durch die Entscheidung des EuGH vom 1. März 2011 (AZ: C-236/09) erlangt, wonach für alle neu abzuschließenden Versicherungsverträge ab dem 21. Dezember 2012 die Kalkulationsbasis auf Unisex-Tarifen zu beruhen hat. Hierdurch wird die Vertragsfreiheit eingeschränkt. Der EuGH nahm dabei auf die Richtlinie Bezug und löste die vakant gewordene Rechtssituation, die es ab 2004 noch erlaubte, für eine Übergangszeit von zunächst fünf Jahren eine Abweichung vom Unisex-Tarif in der nationalen Gesetzgebung zu ermöglichen, wenn das Geschlecht auf Basis von relevanten und genauen versicherungsmathematischen und statistischen Daten ein bestimmender Faktor ist.

## Ziele und Umsetzung
Durch die Richtlinie soll ein Rahmen mit Mindestanforderungen für die Bekämpfung geschlechtsspezifischer (un-)mittelbarer Diskriminierungen (auch Belästigungen) geschaffen werden beim Zugang zu und der Versorgung mit Gütern und Dienstleistungen zur Umsetzung des Grundsatzes der Gleichbehandlung von Männern und Frauen in den Mitgliedstaaten. Grundsätzlich unerheblich ist, ob die Transaktionen in öffentlichen oder privaten Bereichen stattfinden, wobei das Privatleben als familienrechtlicher Bereich außen vor bleibt.
Insbesondere gilt, dass der „Faktor Geschlecht“ bei der Berechnung von Prämien und Leistungen im Bereich des Versicherungswesens und verwandter Finanzdienstleistungen nicht zu unterschiedlichen Prämien und Leistungen führt. Auch Kosten im Zusammenhang (allein Frauen betreffender Ereignisse) mit Schwangerschaft und Mutterschaft dürfen auf keinen Fall zu unterschiedlichen Prämien und Leistungen führen. Ab dem 21. Dezember 2012 ist dies durch den europäischen Richterspruch endgültig verbindlich.

## Rechtsschutz
Die Mitgliedsstaaten richten Stellen ein, die mit der Förderung der Gleichbehandlung befasst sind. Der Einhaltung der Richtlinie steht zudem der Gerichts- und/oder Verwaltungsweg offen. Daneben sind Schlichtungsverfahren vorgesehen auch nach Erledigung einer Diskriminierungssache. Geregelt werden Ausgleichs- oder Ersatzpflichten. Mittels Viktimisierung soll ein ungestörter Verfahrensablauf gewährleistet werden im Falle einer Beschwerde oder anderweitigen Rechtsdurchsetzung.